# FK Sirijus Klaipeda
Maillots
Le FK Sirijus Klaipeda est un club lituanien de football aujourd'hui disparu.

## Palmarès
- Championnat de Lituanie de football (1)
  - Champion : 1990

- Coupe de Lituanie de football (2)
  - Vainqueur : 1988 et 1990

## Anciens joueurs
- Saulius Atmanavicius
- Arunas Mika
- Viktoras Olsanskis
- Marius Poskus
- Tomas Razanauskas
- Edgaras Tumasonis
- Raimundas Vainoras
- Audrius Zuta